# Colea
Colea é um género botânico pertencente à família Bignoniaceae.

## Espécies
Apresenta 51 espécies:
Colea aberrans Collea adnata Colea alata
Colea alba Colea angustata Colea asperrima
Colea barbatula Colea bernieri Colea boivini
Collea calcarata Colea campenoni Colea cauliflora
Colea celsiana Colea chapelieri Colea coccinea
Colea colei Colea commersonii Colea compressa
Colea concinna Colea decora Colea discolor
Colea floribunda Colea fusca Colea hirsuta
Colea hispidissima Colea humblotiana Colea involucrata
Colea lantziana Colea longepetiolata Colea lutescens
Colea macrantha Colea macrophylla Colea mauritiana
Colea membranacea Colea muricata Colea myriaptera
Colea nana Colea nitida Colea obtusifolia
Colea parviflora Colea pedunculata Colea pinnatifolia
Colea poivrei Colea purpurascens Colea racemosa
Colea ramiflora Colea rubra Colea seychellarum
Colea sieberi Colea telfairii Colea tetragona
Colea timorensis Colea tripinnata Colea undulata